# Тетрапразеодимтригерманий
Тетрапразеодѝмтригерма́ний — бинарное неорганическое соединение, интерметаллид
празеодима и германия
с формулой Ge3Pr4,
кристаллы.

## Получение
- Сплавление стехиометрических количеств чистых веществ:

{\displaystyle {\mathsf {4Pr+3Ge\ {\xrightarrow {1465^{o}C}}\ Ge_{3}Pr_{4}}}}

## Физические свойства
Тетрапразеодимтригерманий образует кристаллы кубической сингонии, пространственная группа I 43d, параметры ячейки a = 0,9153 нм, Z = 4,
структура типа тетрафосфида тритория Th3P4
.
Соединение образуется по перитектической реакции при температуре 1465 °C.